# Schweizer Fussballmeisterschaft 1905/1906
Devátý ročník Schweizer Fussballmeisterschaft 1905/1906 (česky: Švýcarské fotbalové mistrovství) se konal za účastí 15 klubů.
Patnáct klubů bylo rozděleno do čtyř skupin (východ A a B, střed a západ), poté se vítězové skupin utkali proti sobě každý s každým. Sezonu vyhrál poprvé ve své historii FC Winterthur. Ve finálové skupině neprohrál žádné utkání.